# Polska cupen i handboll för herrar
Polska cupen i handboll för herrar (känd som PGNiG Puchar Polski) är en polsk handbollscup. Den spelades första gången 1958/1959.

## Polska cupmästare
- 1959 : Śląsk Wrocław (1)
- 1960 : Sparta Katowice (1)
- 1965 : Śląsk Wrocław (2)
- 1966 : Spójnia Gdańsk (1)
- 1968 : Spójnia Gdańsk (2)
- 1969 : Śląsk Wrocław (3)
- 1970 : Spójnia Gdańsk (3)
- 1971 : Stal Mielec (1)
- 1972 : Grunwald Poznań (1)
- 1973 : Anilana Łódź (1)
- 1976 : Śląsk Wrocław (4)
- 1977 : Anilana Łódź (2)
- 1978 : Hutnik Kraków (1)
- 1979 : Grunwald Poznań (2)
- 1980 : Grunwald Poznań (3)
- 1981 : Śląsk Wrocław (5)
- 1982 : Śląsk Wrocław (6)
- 1983 : Hutnik Kraków (2)
- 1984 : Pogoń Zabrze (1)
- 1985 : Korona Kielce (1)
- 1986 : Hutnik Kraków (3)
- 1987 : Pogoń Szczecin (1)
- 1988 : Pogoń Zabrze (2)
- 1989 : Śląsk Wrocław (7)
- 1990 : Pogoń Zabrze (3)
- 1992 : Petrochemia Płock (1)
- 1993 : Zagłębie Lubin (1)
- 1994 : KS Warszawianka (1)
- 1995 : Petrochemia Płock (2)
- 1996 : Petrochemia Płock (3)
- 1997 : Petrochemia Płock (4)
- 1998 : Petrochemia Płock (5)
- 1999 : Petrochemia Płock (6)
- 2000 : Strzelec/Lider Market Kielce (2)
- 2001 : Orlen Płock (7)
- 2002 : KS Warszawianka (2)
- 2003 : Vive Kielce (3)
- 2004 : Vive Kielce (4)
- 2005 : Wisła Płock (8)
- 2006 : Vive Kielce (5)
- 2007 : Wisła Płock (9)
- 2008 : Wisła Płock (10)
- 2009 : Vive Kielce (6)
- 2010 : Vive Targi Kielce (7)
- 2011 : Vive Targi Kielce (8)
- 2012 : Vive Targi Kielce (9)
- 2013 : Vive Targi Kielce (10)
- 2014 : Vive Targi Kielce (11)
- 2015 : Vive Tauron Kielce (12)
- 2016 : Vive Tauron Kielce (13)
- 2017 : Vive Tauron Kielce (14)
- 2018 : PGE Vive Kielce (15)
- 2019 : PGE Vive Kielce (16)
- 2020 : Ingen vinnare utsedd på grund av Coronaviruspandemin
- 2021 : Łomża Vive Kielce (17)
- 2022 : Wisła Płock (11)
- 2023 : Wisła Płock (12)
- 2024 : Wisła Płock (13)